# 1853 w sztukach plastycznych
Wydarzenia w sztukach plastycznych i wizualnych w 1853 roku.

## Malarstwo

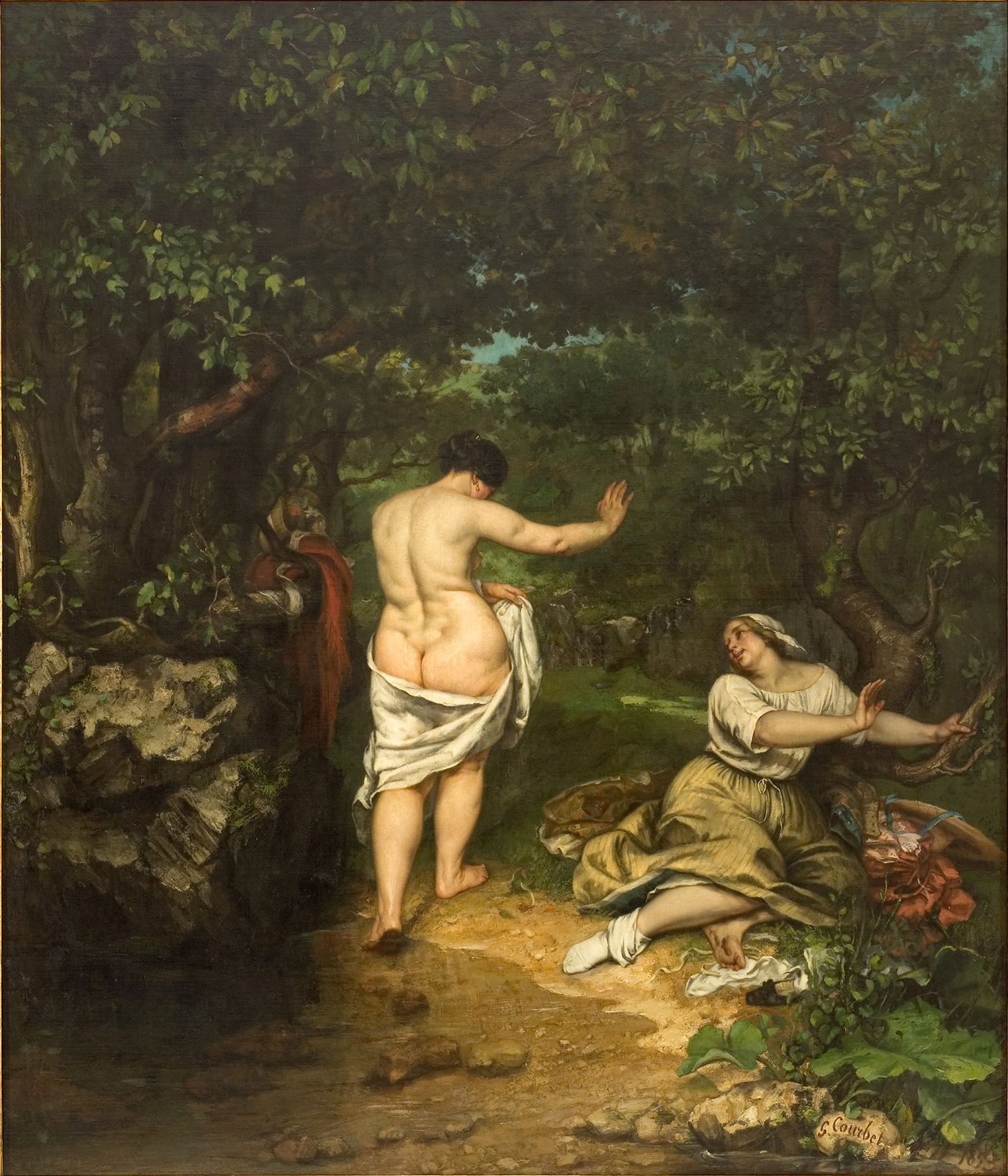
Gustave Courbet, Kąpiące się

- Gustave Courbet

Kąpiące się – olej na płótnie, 227 × 193 cm
Zapaśnicy – olej na płótnie, 252 × 198 cm
Śpiąca prządka – olej na płótnie, 91 × 115 cm
- Henryk Rodakowski

Portret matki – olej na płótnie, 134 × 95 cm

## Urodzeni
- 14 marca – Ferdinand Hodler (zm. 1918), szwajcarski malarz
- 30 marca – Vincent van Gogh (zm. 1890), holenderski malarz
- 13 maja – Adolf Hölzel (zm. 1934), niemiecki malarz
- 28 maja – Carl Larsson (zm. 1919), szwedzki malarz i architekt wnętrz
- 21 września – Edmund Blair Leighton (zm. 1922), angielski malarz
- 30 października – Louise Abbéma (zm. 1927), francuska malarka i rzeźbiarka
- 3 grudnia – Stanisław Masłowski (zm. 1926), polski malarz

## Zmarli
- Paweł Maliński (ur. 1790), czeski rzeźbiarz tworzący w Polsce
- 8 kwietnia – Jan Willem Pieneman (ur. 1779), holenderski malarz i pedagog
- 12 czerwca – Merry-Joseph Blondel (ur. 1781), francuski malarz i dekorator
- 22 lipca – Christoffer Wilhelm Eckersberg (ur. 1783), duński malarz
- 28 grudnia – Sarah Goodridge (ur. 1788), amerykańska malarka